# Liên minh Kalmar
Liên minh Kalmar (tiếng Đan Mạch, tiếng Na Uy, tiếng Thụy Điển: Kalmarunionen) là liên minh giữa 3 vương quốc Đan Mạch, Na Uy và Thụy Điển dưới quyền cai trị của một quốc vương duy nhất từ năm 1397 tới năm 1523. Ba vương quốc này từ bỏ vương thất, nhưng vẫn giữ quyền độc lập của mình.
Sự bất bình của các người Thụy Điển đối với thuế má cao và sự tập trung nhiều quyền hành vào Đan Mạch là nguyên nhân gây ra xung đột, dẫn tới việc chấm dứt liên minh sau này.

## Bối cảnh
Vào cuối thế kỷ thứ 14, Đan Mạch là nước đông dân nhất và giàu nhất trong vùng Scandinavia. Nước Đan Mạch thời đó khá rộng, bao trùm cả phần miền nam bán đảo Scandinavia, miền giàu có nhất (nay là vùng Skåne, nam Thụy Điển). Đan Mạch cũng kiểm soát mọi eo biển dẫn vào biển Baltic. Vương quốc Na Uy cũng rất rộng, bao gồm cả các lãnh thổ hiện nay là vùng bờ biển phía tây của Thụy Điển, hơn nữa Na Uy còn có các thuộc địa là các Quần đảo Orkney, Quần đảo Shetland, Quần đảo Faroe và các đảo Iceland, Greenland. Thụy Điển - dù nhỏ hơn - cũng chiếm được lãnh thổ hiện nay là Phần Lan.
Thời đó Liên đoàn thương mại Hanse (Hanseatic League), trụ sở tại Thành bang tự do Lübeck (nay thuộc bang Schleswig-Holstein, bắc Đức) nắm quyền kiểm soát mọi việc buôn bán ở các vùng quanh biển Baltic, Bắc Hải và Bắc châu Âu. Liên đoàn này cũng có thế lực chính trị rất lớn và thường xung đột với các nước Bắc Âu.

## Liên minh
Liên minh là sáng kiến và công trình của Nữ hoàng Margrete I của Đan Mạch, bà là con của vua Valdemar IV của Đan Mạch, kết hôn với vua Håkon VI của Na Uy lúc lên 10 tuổi. Con trai của bà là Olav Håkonsson (tiếng Đan Mạch: Oluf Håkonson (1370-87) được công nhận quyền thừa kế ngôi vua Đan Mạch, vì ông ngoại có sáu người con, nhưng 5 người kia đã chết, chỉ còn mẹ của Oluf mà thôi. Năm 1376 Oluf lên nối ngôi vua Đan Mạch với sự chấp chính của mẹ. Khi vua Na Uy Håkon VI qua đời năm 1380 thì Oluf cũng được thừa kế ngôi vua Na Uy. Như vậy, 2 vương quốc Đan Mạch và Na Uy hợp nhất trong một Liên minh cá nhân
, dưới quyền cai trị của một vua nhỏ tuổi, với người mẹ nhiếp chính. Tới năm 1385, Oluf cũng được chỉ định làm vua Thụy Điển. Trước khi tới tuổi trưởng thành để nắm quyền hành, thì Oluf bị chết ở tuổi 17 (năm 1387). Margrete I được quan cố vấn tối cao Henning Podebusk ủng hộ, vận động Hội đồng vương quốc (tương đương thượng viện) bầu bà làm người chấp chính Đan Mạch (nhưng không được mang tước hiệu Nữ hoàng). Năm sau, ngày 2 tháng 2 năm 1388 bà cũng được nhìn nhận là người chấp chính vương quốc Na Uy.
Bà nhận Bogislav, con của hoàng thân Vartislav xứ Pommern là cháu ruột của em gái mình làm cháu nuôi, và đặt tên lại là Erik, một tên có âm hưởng Bắc Âu. Mặc dù Erik không phải là người thứ nhất được quyền thừa kế ngôi vua, nhưng Margrete I đã dùng thủ đoạn khiến Hội đồng vương quốc nhìn nhận Erik được quyền đó và năm 1389, Erik lên làm vua Na Uy, với quyền nhiếp chính của Margrete I.
Thời đó Thụy Điển có sự xung đột giữa vua Albrekt av Mecklenburg và giới quý tộc. Năm 1388, giới quý tộc bầu chọn Margrete I làm người chấp chính tại phần lãnh thổ do họ kiểm soát và hứa ủng hộ bà trong việc giành phần lãnh thổ còn lại của Albrekt.
Sau khi đội quân Đan Mạch - Thụy Điển đánh bại và bắt giam vua Albrekt, thì Albrekt bị buộc phải nộp số tiền 60.000 đồng mark bằng bạc ròng trong vòng 3 năm sau khi được thả ra (nhưng Albrekt không nộp được). Vị thế của Margrete I tại Thụy Điển được củng cố. Cả ba vương quốc Đan Mạch, Na Uy, Thụy Điển thống nhất dưới sự chấp chính của bà. Margrete I hứa bảo vệ ảnh hưởng chính trị và các đặc quyền của giới quý tộc trong Liên minh. Người cháu Erik - đã làm vua Na Uy từ năm 1389 - lên làm vua Đan Mạch và Thụy Điển năm 1396.
Liên minh Kalmar trở thành hiện thực vào ngày 17.6.1397, khi Hiệp ước Kalmar được các bên ký kết tại lâu đài Kalmar ở thành phố Kalmar (nam Thụy Điển, giáp ranh vùng Skåne của Đan Mạch). Hiệp ước thành lập một Liên minh giữa 3 vương quốc Đan Mạch, Na Uy, Thụy Điển, dưới quyền của một vua duy nhất, nhưng mỗi nước được Hội đồng vương quốc cai trị riêng theo luật cũ của mình, ngoại trừ chính sách đối ngoại do nhà vua điều khiển.
Vua Na Uy - Erik, 15 tuổi - được các tổng giám mục Đan Mạch và Thụy Điển phong lên làm vua cả ba vương quốc tại Kalmar, nhưng Margrete I nắm quyền cai trị cho tới khi bà chết vào năm 1412
(Thực ra chỉ có Hiệp ước Kalmar được ký, nhưng chưa hề được các Hội đồng vương quốc phê chuẩn, và từ Liên minh là do các sử gia sau này dùng mà thôi)

## Các xung đột
Năm 1440, Erik trao quyền cho Christoffer III là cháu, rồi lui về đảo Gotland (nam Thụy Điển). Christoffer III lên làm vua Đan Mạch năm 1440, làm vua Thụy Điển năm 1441 và làm vua Na Uy năm 1442. Tới năm 1448 Christoffer III từ trần. Thụy Điển phá vỡ Liên minh bằng cách đưa Karl Knutsson lên làm vua tức vua Karl VIII, năm sau (1449), Karl VIII làm vua Na Uy. Năm 1452, Karl VIII tuyên chiến với Đan Mạch và tấn công vùng Skåne. Sau 5 năm chiến tranh bất phân thắng bại, tới năm 1457 vua Đan Mạch Christian I (1426-1481) thắng thế, được phong làm vua Thụy Điển tại Uppsala (cách Stockholm 70 km về phía bắc) và Karl VIII bị truất ngôi, phải chạy trốn tới Gdańsk (nay thuộc Ba Lan).
Năm 1464 các người Thụy Điển lại nổi dậy chống Đan Mạch, phản đối thuế má cao. Họ gọi Karl VIII trở về làm vua tới khi chết vào năm 1470. Các vua Đan Mạch kế vị vua Christian I như vua Hans (1455-1513) và Christian II (1481-1559) đều nhiều lần tìm cách tái lập Liên minh bằng cách tấn công quan nhiếp chính Thụy Điển Sten Sture và sau khi Christian II tái chiếm Thụy Điển rồi xử tử 82 nhân vật hàng đầu của Thụy Điển trong cuộc tàn sát đẫm máu ở Stockholm (Stockholm Bloodbath, từ 6 tới 10.11.1520) thì người Thụy Điển cương quyết nổi dậy chống đối. Đan Mạch rút khỏi Thụy Điển năm 1521. Ngày 06.6.1523 Gustav Vasa lên làm vua Thụy Điển và Liên minh Kalmar thực sự kết thúc (nhưng tới 1524 thì các bên mới ký kết bãi bỏ Liên minh).
(Từ năm 1983 Thụy Điển lấy ngày Gustav Vasa lên ngôi làm ngày quốc khánh, nhưng mãi tới năm 2005 (482 năm sau), ngày này mới trở thành ngày lễ được nghỉ việc)

## Hậu quả
Các cơ cấu của Liên minh Kalmar tồn tại tới năm 1536, khi Hội đồng vương quốc Đan Mạch - sau một cuộc nội chiến - đồng thanh tuyên bố rằng Na Uy là vương quốc trực thuộc Đan Mạch nhưng được tự trị, các thuộc địa Iceland, Greenland và quần đảo Faroe thuộc quyền Đan Mạch kiểm soát.
Tới năm 1814, sau khi ký hòa ước Kiel thì Đan Mạch phải nhường Na Uy cho Thụy Điển, nhưng vẫn giữ các thuộc địa nói trên.